# Raión de Kalach
El raión de Kalach (ruso: Калаче́евский райо́н) es un distrito administrativo y municipal (raión) ruso perteneciente a la óblast de Vorónezh. Se ubica en el sureste de la óblast. Su capital es Kalach.
En 2021, el raión tenía una población de 47 566 habitantes.
El raión es limítrofe al este con la óblast de Volgogrado y al sureste con la óblast de Rostov.

## Subdivisiones
Comprende 48 localidades, agrupadas en diecisiete ayuntamientos, que son la ciudad de Kalach (la capital) y los siguientes dieciséis asentamientos rurales:
- Zabrody
- Kalácheyevski
- Korennoye
- "Krasnobratskoye" (con capital en Prishib)
- Manino
- Novomelovatka
- Nóvaya Kriusha
- Podgórnoye
- Prígorodni
- Rosypnoye (con capital en Medvezhye)
- Semiónovka
- Skripnikovo
- Sovétskoye
- Jreshchátoye
- Shiriáyevo
- Yasenovka